# Malapatan
Malapatan ist eine philippinische Stadtgemeinde in der Provinz Sarangani. 
Die Mehrheit der Einwohner sind vom Ursprung her Ilonggos.

## Geografie
Malapatan liegt östlich der Bucht von Sarangani. Die Stadtgemeinde grenzt im Osten an die Provinz Davao del Sur, im Norden an Alabel und im Süden an Glan.

## Baranggays
Malapatan ist politisch in zwölf Baranggays (Ortsteile) unterteilt.
- Daan Suyan
- Kihan
- Kinam
- Libi
- Lun Masla
- Lun Padidu
- Patag
- Poblacion (Malapatan)
- Sapu Masla
- Sapu Padidu
- Tuyan
- Upper Suyan

## Wirtschaft
Malapatans Wirtschaft basiert zu großen Teilen auf der Landwirtschaft und insbesondere auch auf der Kopragewinnung. Tierhaltung ist die zweitwichtigste Einkommensquelle, insbesondere Rinderhaltung. Andere landwirtschaftliche Erzeugnisse sind Kokosnüsse, Mais, Zuckerrohr, Bananen, Ananas, Mangos, Schweinefleisch, Hühnereier, Rindfleisch und Fisch.
Das Wirtschaftswachstum hat sich im vergangenen Jahrzehnt durch die globalen Kommunikationsmöglichkeiten aufgrund der Fertigstellung eines modernen Highways beschleunigt, wodurch die Handels- und Transportmöglichkeiten stark verbessert wurden.